# Kostel svatého Jana Evangelisty (Švihov)
Kostel svatého Jana Evangelisty je bývalá církevní stavba, která se nachází jihovýchodně od centra Švihova, obklopena obytnou zástavbou. Ves Švihov se v písemných pramenech prvně zmiňuje v roce 1245, kdy byla v držení Držkraje, syna Budivoje ze Švihova. Kořeny rodu Držkrajů sahají do roku 1194. Švihovský špitální kostel pochází ze 14. století, přestavěn byl nejspíš na přelomu 15. a 16. století, kdy byla ves povýšena na město. K úpadu kostela přispěla třicetiletá válka v 1. polovině 17. století, kdy se stavba potýkala s nedostatkem financí. Tuto situaci se snažil před rokem 1770 napravit správce chudenického panství Václav Podivín Holeček, který se postaral o kompletní opravu a znovuvybavení kostela. V roce 1786 byl kostel sv. Jana Evangelisty uveden v seznamu kostelů navržených ke zrušení, a to s poznámkou: „dobře a bytelně zaklenutý a k přestavbě na obytnou budovu velmi vhodný.“ O dva roky později byla stavba prodána ve veřejné dražbě za 236 zlatých Tomášovi Maršálkovi. Kostel byl odsvěcen a přestavěn v obytnou budovu.

## Stavební fáze
Nejstarší zmínka o špitálu a kostele sv. Jana Evangelisty ve Švihově pochází z roku 1343. Nachází se v opisu listiny, jejíž originál pocházel asi z roku 1342. V tomto období je stavba různě nazývána, a to buď jako kostel, kaple či špitál. V roce 1788 byl římskokatolický kostel odsvěcen a přizpůsoben pro obytné účely, tento účel stavba plní dodnes.

## Stavební podoba
Kostel je jednolodní stavbou s obdélným půdorysem s trojboce uzavřeným presbytářem, k němuž z jižní strany přiléhá drobná sakristie. Schodištěm před severní stěnou presbytáře je možné vyjít do patra a pavlače. Loď je sklenuta síťovou žebrovou klenbou, v západní části je klenba přerušená. V presbytáři je k vidění hvězdová žebrová klenba. Po roce 1928 došlo ke zřícení části klenby v lodi a nově vzniklým otvorem bylo nadále dáváno seno do prostorů pod střechou.
Ve 40. až 50. letech 20. století byly tehdejším majitelem Václavem Křenem provedeny devastující interiérové přestavby, které zahrnovaly např. zavedení splachovacího záchodu do prostoru sakristie, zavedení rozvodů vody, betonové úpravy podlah a oken. V patře presbyteria se původně nacházely dvě černé kuchyně, které byly rozebrány na doporučení statika, jenž reagoval na špatný stav objektu po povodni roku 2002. Spolu s černými kuchyněmi byla zrušena i konstrukce průlezného komína a dalších dvou příček v prostoru. Roku 2004 byl nalezen nápis nad triumfálním obloukem, jenž zřejmě udává datum nového vysvěcení svatyně, a to 24. 5. 1504, kdy majitelem vzkvétajícího švihovského panství byl Půta z Rýzmberka.